# Frösunda
Frösunda is een plaats in de gemeente Vallentuna in het landschap Uppland en de provincie Stockholms län in Zweden. De plaats heeft 94 inwoners (2005) en een oppervlakte van 41 hectare. Frösunda wordt omringd door zowel landbouwgrond als bos en ligt aan een weg en een spoorweg. In de plaats is de kerk Frösunda kyrka te vinden. De plaats Vallentuna ligt zo'n tien kilometer ten zuiden van het dorp.